# Slaget ved Island No. 10
Slaget ved Island No. 10 var en militær træfning på Mississippi-floden under den amerikanske borgerkrig. Land- søstridskræfter fra Unionen belejrede og erobrede øen i begyndelsen af 1862 og åbnede dermed en større del af floden for skibe fra Nordstaterne. 

## Forberedelse af slaget
Efter overgivelsen af Fort Henry og Fort Donelson, i Tennessee, og tilbagetrækningen fra Columbus, Kentucky, valgte general P.G.T. Beauregard, som havde kommandoen over Sydstaternes Army of Mississippi, at Island Number Ten ved Kentucky Bend ca. 100 km nedenfor Columbus skulle være en befæstet stilling i forsvaret af floden. Sydstaternes befæstninger bestod af kanonstillinger på øen og et flydende batteri ude på floden. I nærheden lå New Madrid, et af stillingens svage punkter. 
Brigadegeneral John Pope, som var leder af Unionens Army of the Mississippi, tog af sted fra Commerce i Missouri for at angribe New Madrid den 28. februar 1862. Hans styrke marcherede over land gennem sumpe mens de trak kanoner og forsyninger efter sig. Pope nåede udkanten af New Madrid den 3. marts efter en kort kamp med militssoldater fra Missouri (som kæmpede på Sydstaternes side). Byens forsvar rummede tungt artilleri, og en mindre flåde af kanonbåde fra sydstaterne, men Pope begyndte alligevel at belejre den. Brigadegeneral John P. McCown, som var garnisonens kommandant, havde kommandoen over såvel New Madrid som Island Number Ten fra befæstningerne. Den 13. marts førte Pope sine belejringskanoner frem, og der fulgte en daglang artilleriduel. Da det ikke lod til at New Madrid lod sig forsvare trak sydstaternes tropper og kanonbåde sig tilbage til Island No. 10 og Tiptonville i Tennessee. 

## Slaget og hvad der siden skete
Den 14. marts opdagede Pope’s hær, at New Madrid var forladt, og rykkede ind og besatte den. En flotille fra flåden under kommando af kommandørkaptajn Andrew H. Foote, ankom den 15. marts oppe fra floden. Om natten den 4. april passerede panserskibet USS ’’Carondelet’’ kanonerne på Island No. 10 og ankrede op ud for New Madrid. USS ’’Pittsburg fulgte om natten den 6. Panserskibene hjalp til at indgyde frygt i folkene på sydstatsbatterierne og ved kanonerne på Watson's Point og nedenfor, hvilket muliggjorde at Pope’s mænd kunne krydse floden og blokere sydstatshærens flugtrute. 
Brigadegeneral William W. Mackall, som afløste Mc Gown, overgav Island No. 10 og dens garnison på 7.000 mand den 8. april. Herefter var Mississippi åben ned til Fort Pillow i Tennessee. Det førte til erobringen af Memphis i Tennessee to måneder senere i Slaget ved Memphis. 
Island Number Ten er siden forsvundet, da Mississippi floden har eroderet den bort. 